# Stelling van Gelfond-Schneider
De stelling van Gelfond-Schneider is een wiskundige stelling waarmee van een grote klasse getallen de transcendentie aangetoond wordt. De stelling is genoemd naar Aleksander Gelfond die in 1934 het bewijs gaf. Onafhankelijk daarvan gaf in 1935 ook Theodor Schneider een bewijs van de stelling. Daarom wordt de stelling naar beide wiskundigen genoemd. De stelling geeft een deeloplossing van het  zevende probleem van Hilbert. Alan Baker veralgemeende de stelling in zijn stelling van Baker.

## Stelling
Als {\displaystyle a} en {\displaystyle b} algebraïsche complexe getallen zijn waarvoor geldt:
- {\displaystyle a} is verschillend van 0 en 1
- {\displaystyle b} is niet rationaal

dan is {\displaystyle a^{b}} transcendent.

## Gevolg
Uit de stelling volgt dat de constante van Gelfond {\displaystyle e^{\pi }} een transcendent getal is. Deze constante kan met de formule van Euler geschreven worden als:
{\displaystyle e^{\pi }=(e^{i\pi })^{-i}=(-1)^{-i}}
en voldoet daarmee met {\displaystyle a=-1} en {\displaystyle b=-i} aan de voorwaarden van de stelling.
De stelling impliceert ook dat 

{\displaystyle 2^{\sqrt {2}}}, de constante van Gelfond-Schneider,
en 

{\displaystyle {\sqrt {2}}^{\sqrt {2}}={\sqrt {2^{\sqrt {2}}}}}
transcendent getallen zijn.
Nog een voorbeld is het getal

{\displaystyle {\frac {\ln 2}{\ln 3}}=\log _{3}{2}} .

## Websites
- (en)  Gelfond's Theorem (Mathworld)

## Voetnoten
1. ↑   Vanwege {\displaystyle 3^{\log _{3}{2}}=2} en de hoofdstelling van de rekenkunde {\displaystyle \log _{3}{2}} is geen rationaal getal.